# آراء حول الخليج (مجلة)
«آراء حول الخليج» مجلة شهرية تصدر عن مركز الخليج للأبحاث بمدينة جدة في المملكة العربية السعودية، وهي معنية بشؤون منطقة الخليج، وقضاياها، والتحديات، والمخاطر التي تواجهها، وكذلك القضايا الاستراتيجية، وقضايا التنمية المستدامة بمعناها الشامل، وباستقرار وأمن منطقة الخليج، إضافة إلى العلاقات الخليجية بدول المنطقة والعالم، والتكتلات الاقتصادية الكبرى.

## مجلة آراء حول الخليج
(آراء حول الخليج) مجلة شهرية مستقلة تسمح باختلاف الرأي في إطار من المسئولية الاجتماعية والاخلاقية، وتعتمد الأسلوب التحليلي الموضوعي في الطرح، والهدوء في المعالجة حول كل ما يتعلق بمنطقة الخليج أو القضايا التي تلقي بظلالها وانعكاساتها على المنطقة، والكتابات المنشورة بها تعبر عن رأي كاتبها في المقام الأول، وهي ترحب بالمشاركات والكتابة ويسعدها تلقي مراسلات الكتاب سواء للمقترحات أو للمشاركة بالكتابة أو لإبداء الرأي في مضمون المجلة ومحتواها، علماً أن كل عدد يطرح ملفاً حول قضية محددة حيث يتم مناقشة موضوعها من كافة الجوانب وتقديم خدمة إعلامية وتحليلات عميقة حولها لكتاب من الأكاديميين والباحثين والمتخصصين.

### تاريخها
سبق أن صدرت هذه المجلة عن مركز الخليج للأبحاث في دبي بدولة الامارات العربيةالمتحدة لمدة تجاوزت عشر سنوات، واعتباراً من العدد رقم 96 الصادر في أول يونيو 2015 م، صدرت من جدة بالمملكة العربية السعودية، بعد أن حصلت على الترخيص بالصدور والطباعة والتوزيع من المملكة، لتكمل رسالتها التي وضعتها هدفاً ونهجاً منذ بداية صدورها باعتبارها أول مجلة خليجية دورية متخصصة في الشأن الخليجي، وهي موثوقة وجادة، ولها مجلس استشاري يضم أعضاء من دول مجلس التعاون الخليجي الست، وتعد مرجعاً علمياً للباحثين والأكاديميين ولطلاب درجتي الماجستير والدكتوراه في مختلف الجامعات العربية، وتظل تقدم رسالتها التي تستمدها من أهداف ورسالة مركز الخليج للأبحاث وهي «المعرفة للجميع».

### مركز الخليج للأبحاث
مركز الخليج للأبحاث هو مؤسسة بحثية مستقلة، شعاره (المعرفة للجميع)، وأولوياته خدمة قضايا وأهداف شعوب ودول منطقة الخليج. تأسس المركز في يوليو 2000، ومقره الرئيسي في جدة بالمملكة العربية السعودية، وله فروع في كل من جامعة كامبريدج بالمملكة المتحدة، وجنيف بسويسرا، وطوكيو في اليابان، وهو متخصص في إجراء الدراسات والأبحاث وورش العمل وتنظيم المؤتمرات والمنتديات والترجمة والنشر ويحظى بترتيب متقدم ضمن أهم 150 مؤسسة فكرية رائدة في العالم طبقًا لما أعلنه برنامج العلاقات الدولية بجامعة بنسلفانيا في الثلاثين من يناير 2018م .

## هيئة تحرير المجلة

### رئيس التحرير
د. عبد العزيز بن عثمان بن صقر

### مدير التحرير
جمال أمين همام

## أبواب المجلة
- الافتتاحية
- متابعات
- متابعات خليجية
- متابعات عربية
- حوار العدد
- قضية العدد
- دراسة العدد
- ملف العدد
- يشمل المقالات المنشورة بالعدد
- باب الرأي
- إصدارات
- مقال وقفة

## وصلات خارجية
الموقع الرسمي لمجة آراء حول الخليج